# Paraguassu (cantor)
Paraguassu , nome artístico de Roque Ricciardi (São Paulo, 25 de maio de 1894 – São Paulo, 5 de janeiro de 1976), foi um cantor, compositor e ator brasileiro. Também chamado de O Cantor das Noites Enluaradas, é conhecido pelas suas músicas melancólicas e sentimentais.
Os gêneros que mais dominavam sua discografia eram as modinhas e os sambas. Apesar disso, é mais lembrado por ter atuado no filme "Acabaram-se os Otários" de 1929, primeiro filme sonoro do Brasil, em que ele cantava várias de suas músicas, entre elas um de seus maiores sucessos, Bem Te Vi.

## Biografia
Filho de imigrantes italianos, sua paixão pela música começou na juventude. Aprendeu a tocar o básico de violão com seu vizinho, Antonio Russo, com 14 anos começou a cantar modinhas no Café Parisien, na esquina da Rua Piratininga. Em 1912 começou sua carreia fonográfica, ainda se apresentando com seu nome real, grava as músicas Triste Caboclo e Bem Te Vi. Escolhe o nome Paraguassu para se desvincular do apelido "Italianinho do Brás".
Em 1929, é contratado pela gravadora Columbia. No mesmo ano atua no filme Acabaram-se os Otários, considerado o primeiro filme sonoro do Brasil.
Faleceu em 5 de janeiro de 1976, com 81 anos.

## Discografia
- 1958: Mágoas de Um Trovador
- 1968: Paraguassu
- 1969: Canção de Amor
- 1970: Canção de Amor
- 1975: Paraguassu
- 1988 : O Cantor das Noites Enluaradas

## Filmografia
- 1929: Acabaram-se os Otários
- 1931: Coisas Nossas
- 1931: O Campeão de Futebol
- 1935: Fazendo Fita